# Semiothisa notataria
Semiothisa notataria là một loài bướm đêm trong họ Geometridae.